# Widłaczek torfowy
Widłaczek torfowy, widłak torfowy (Lycopodiella inundata) – gatunek rośliny z rodziny widłakowatych. Występuje w Europie, Azji i Ameryce Północnej. W Polsce jest gatunkiem rzadkim. Ma duże wymagania świetlne, wilgotnościowe i jest bardzo wrażliwy na zmiany siedliskowe. Na wielu obszarach zanika. W Polsce ma status gatunku zagrożonego i podlega ochronie prawnej.

## Rozmieszczenie geograficzne
Gatunek holoarktyczny. Zwarty obszar jego zasięgu obejmuje większą część Europy (bez obszaru śródziemnomorskiego, Kotliny Panońskiej i krańców północnych) oraz wschodnią część Ameryki Północnej (od Labradoru po Wielkie Jeziora). Mniej liczne stanowiska ma w zachodniej części Ameryki Północnej (od Alaski po Kalifornię). We wschodniej Europie jest rzadki, podobnie na Syberii zanikając ku wschodowi. Rośnie na nielicznych stanowiskach także w północnych Chinach, w Japonii oraz na Azorach.
W Polsce występuje na rozproszonych stanowiskach, głównie w paśmie pojezierzy, na Nizinie Śląskiej, Nizinie Mazowieckiej, Wysoczyźnie Siedleckiej, Polesiu Lubelskim i Roztoczu; rzadko na pobrzeżu Bałtyku i w niższych położeniach górskich. W polskich górach występuje bardzo rzadko, przy czym szereg stanowisk ma tu charakter historyczny. Potwierdzone stanowisko w XXI wieku znajduje się na torfowisku w Wołosatem (Bieszczady) oraz na Puściźnie Wielkiej (Kotlina Nowotarska). Występuje natomiast na słowackich stokach Babiej Góry i Beskidu Żywieckiego.

## Morfologia

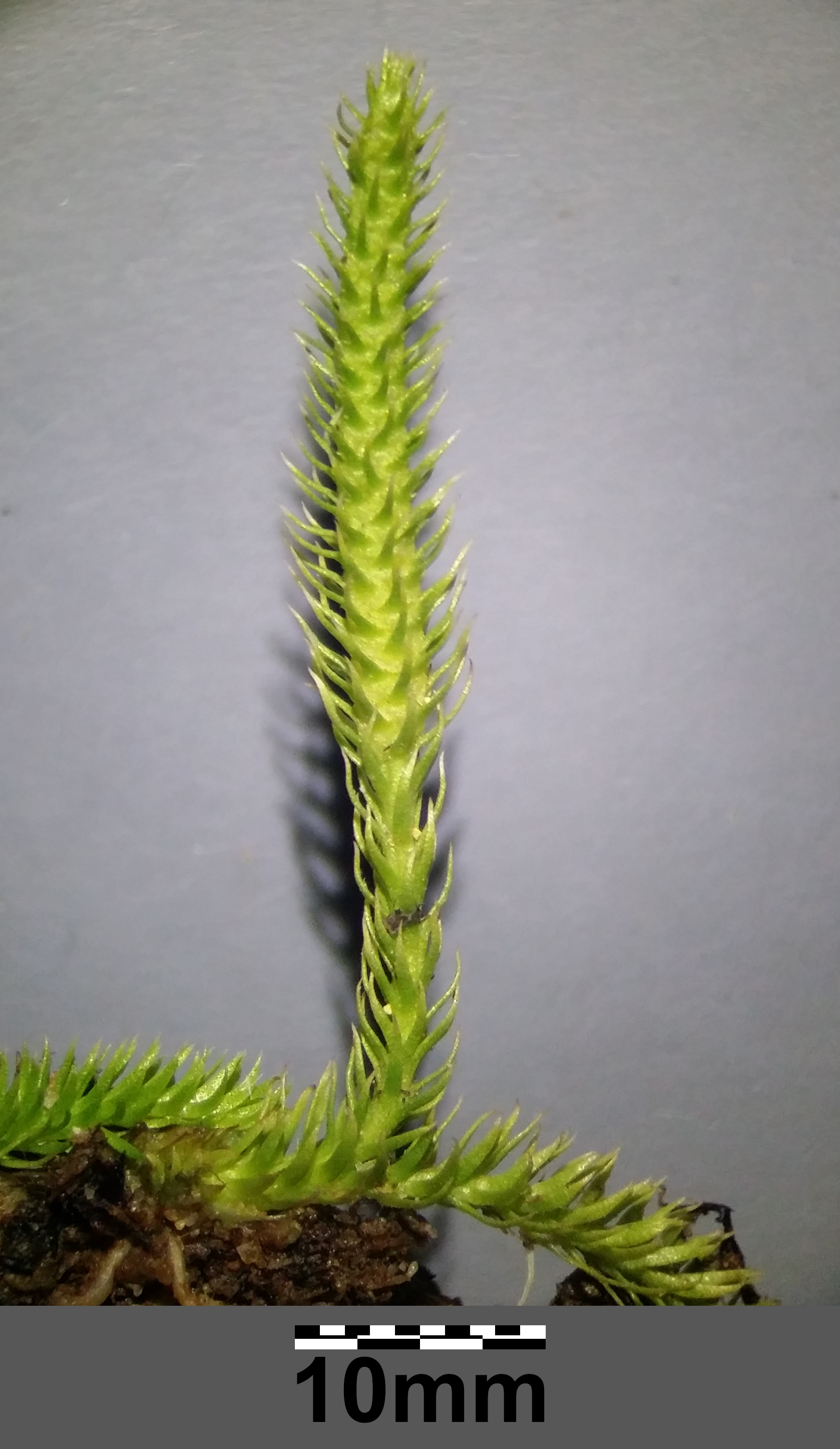
Pęd z kłosem zarodnionośnym

GametofitRozwija się częściowo na powierzchni ziemi i w wystającej części jest zielony (asymilujący). Ma kształt burakowaty lub walcowaty i osiąga zwykle do 3,6, czasem ponad 5 mm długości. W części nadziemnej tworzy płasko rozłożone, zielone, jedno- lub wielowarstwowe, asymilujące płaty. W zwężającej się części podziemnej rozwijają się nieliczne, bezbarwne chwytniki (ryzoidy). Gametangia powstają poniżej nasady płatów w części szczytowej przedrośla, z jednej jego strony rodnie, a z drugiej plemnie. Gametofity są ekstremalnie rzadko znajdowane w naturze – w Europie udało się to Karlowi Goebelowi w 1887, a w Ameryce Północnej Jamesowi G. Bruce'owi w 1972.
Pokrój sporofituNiewielka, jasnozielona roślina o pełzającym, pozornie głównym pędzie, z rzadka rozgałęziającym się pseudomonopodialnie i osiągającym do 10, rzadziej do 20 cm długości. Pędy wytwarzają liczne korzenie przybyszowe i 1–2 wzniesione, nierozgałęzione gałązki o wysokości do 10, rzadziej do 15 cm.
Liście (mikrofile)Słabo zróżnicowane na asymilacyjne (trofofile) i wspierające zarodnie w kłosie zarodnionośnym (sporofile). Liście asymilacyjne wyrastają skrętolegle i gęsto na pędach płożących i wzniesionych. Są wąskolancetowate, stopniowo przechodzą w długi, wyciągnięty, szydlasty kończyk. Blaszka ich jest całobrzega, niekiedy z pojedynczymi ząbkami.
Kłos zarodnionośnyZawsze pojedynczy na szczycie wzniesionego odgałęzienia pędu. Kłos osiąga 2–3, rzadziej do 5 cm długości oraz 5–7 mm średnicy. Na szczycie jest nieco zwężony. U dołu granicę między kłosem i pędem wegetatywnym zacierają gęsto ustawione i zachodzących na siebie dachówkowato liście asymilacyjne i sporofile. Sporofile zebrane w kłos po dojrzeniu mają kolor żółtozielony. W dolnej części są szerokojajowate, na stronie grzbietowej (odosiowej) z wyraźną poprzeczną, dość szeroką listwą i z jednym lub dwoma wyraźnymi ząbkami na górnej krawędzi, która przechodzi w długi, całobrzegi kończyk, dłuższy od pozostałej części sporofila. Zarodnie są poprzecznie owalne, jasnożółte, z niewyraźnie siatkowatą, zgrubiałą powierzchnią doosiową. Pękają z boku poprzeczną szczeliną uwalniając bardzo liczne zarodniki. Te są barwy żółtej, tetraedryczne, w zarysie trójkątnokoliste lub koliste, o średnicy (46,0)–50,0–(58,0) μm w położeniu biegunowym, z trójdzielnym szwem (trilete) na biegunie proksymalnym, o promieniu (15,0)–17,0–(21,0) μm. Na powierzchni zarodniki pokrywa egzyny z gęsto ułożonymi, falisto przebiegającymi, łączącymi się ze sobą listewkami.

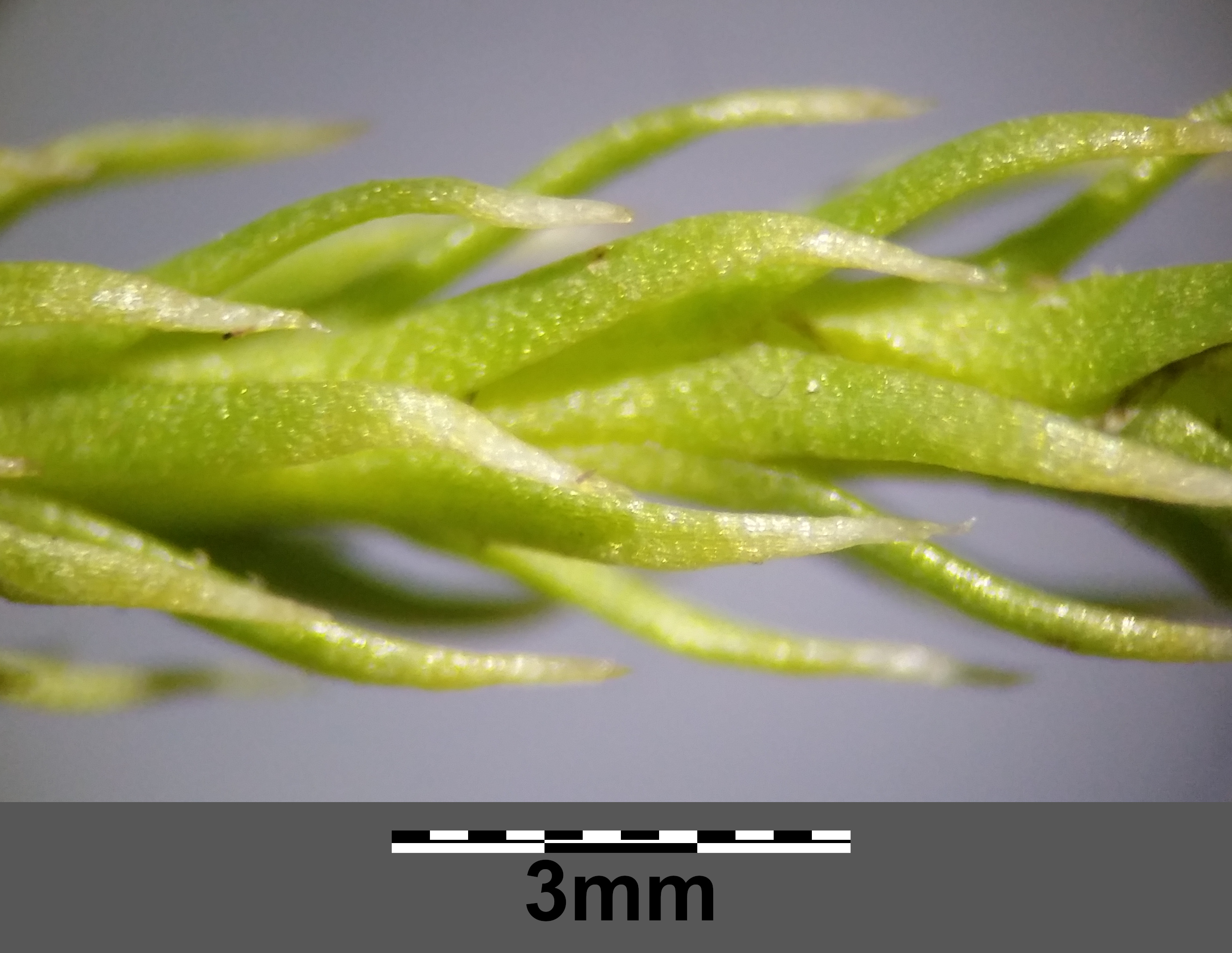
Liście asymilacyjne
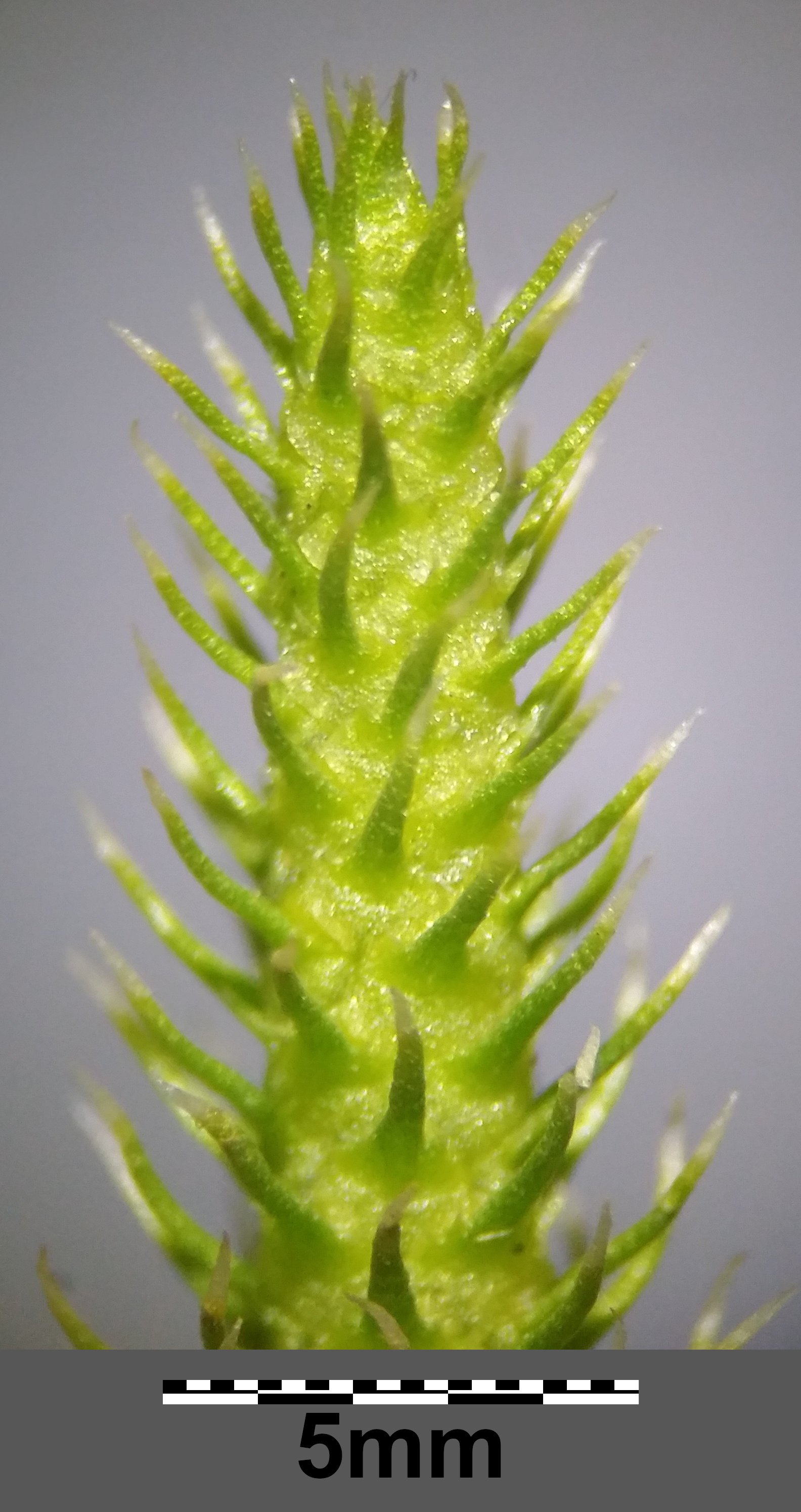
Fragment kłosa
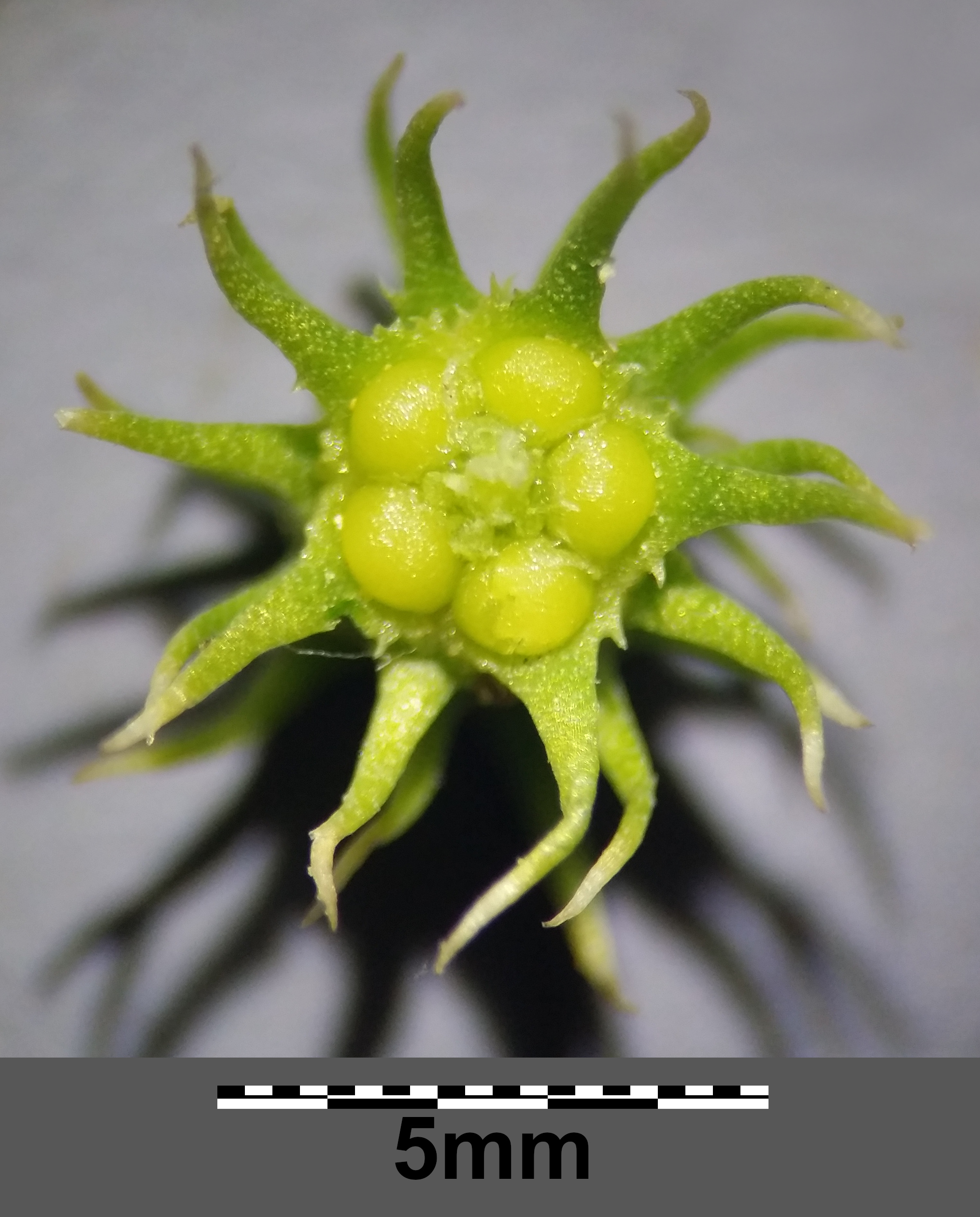
Przerwany kłos – widok z góry na zarodnie u nasady sporofili

## Biologia

### Rozwój
Bylina, chamefit, roślina zimozielona. Rozmnaża się głównie wegetatywnie – sporofity żyją zwykle kilka lat, czasem tylko rok, i odnawiają się z zimujących pąków powstających u nasady pędów płodnych. Kłosy zarodnionośne i zarodniki dojrzewają latem – od lipca do września. Później pędy z zarodniami obumierają (podobnie obumierają sukcesywnie starsze części sporofitu). Zarodniki kiełkują zaraz po wysypaniu z zarodni.
Drobne gametofity rozwijają się od końca lata do wiosny. Żyją krótko, ale młode, w stadium 6–8 komórkowym mogą wejść w stan spoczynku i dojrzałość mogą osiągnąć nawet po 10 latach, gdy poprawie ulegną niekorzystne warunki. Na gametoficie powstają rodnie i plemnie, a po zapłodnieniu grubościenna zygota. W zależności od warunków może ona wejść w okres spoczynku lub rozwijać się tworząc młody pęd sporofitu (protokorm). Przerasta on przez gametofit, zazielenia, tworzy mikrofile i korzenie przybyszowe po czym oddziela się od gametofitu. Z jednego przedrośla wyrosnąć może nawet kilka sporofitów.

### Fitochemia
Ziele zawiera około 0,4–0,5% alkaloidów, głównie z grupy likopodyny. Specyficzne dla gatunku są inundatyna (5-ketono,2-β-hydroksylikopekuryna) i izoinundatyna. Oprócz nich stwierdzono: anhydrolikodolinę, klawoloninę (8β-hydroksylikodolina), dehydrolikopekurynę (5-keto-likopekuryna), likopodynę i likodynę. Z grupy fawcettyminy zidentyfikowano: likofleksynę, a z grupy pozostałych, innych strukturalnie alkaloidów – anhydrolikocernuinę i likocernuinę. W roślinach tego gatunku stwierdzono także obecność trzech flawonów: chrysoeriolu, luteoliny i apigeniny.

### Chromosomy
Liczba chromosomów 2n = 156.

## Ekologia

### Siedlisko

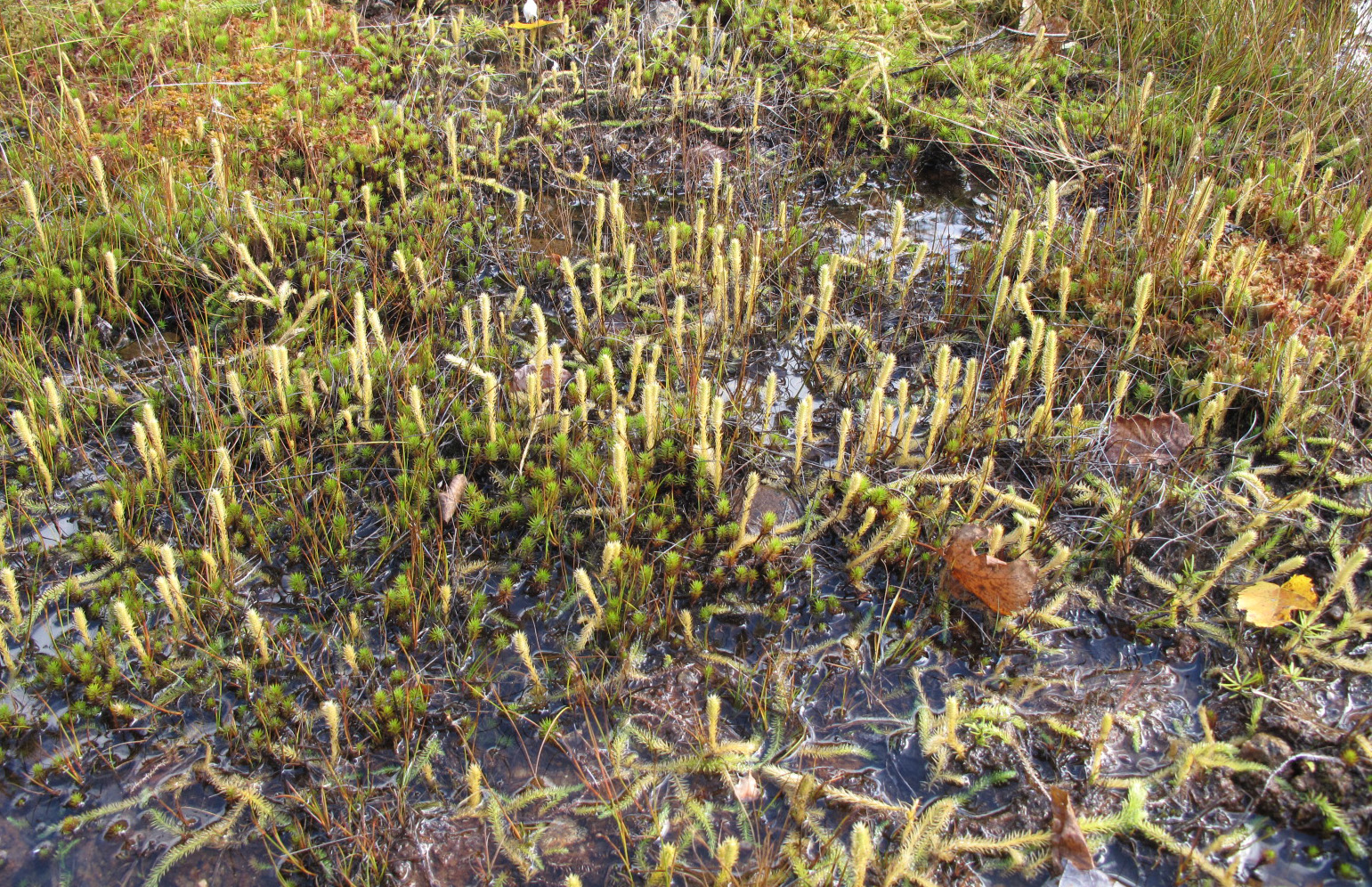
Widłaczek torfowy rosnący na torfowisku

Stenobiont – roślina światłolubna, związana z siedliskami wilgotnymi i mokrymi o stabilnych warunkach wodnych (może też rosnąć w wodzie, zwykle o głębokości do ok. 5 cm), kwaśnymi, oligotroficznymi lub dystroficznymi. Zasiedla zwykle podłoże mułowo-torfowe, zalegające na mokrym piasku, rzadziej piaszczyste lub mułowo-piaszczyste na dnie zbiorników po obniżeniu ich lustra wody, przy czym w takich miejscach pojawia się zwykle krótkotrwale i na niewielkich powierzchniach. Ustępuje w wyniku wahań lub spadku poziomu wód gruntowych oraz konkurencji innych roślin. Przy braku konkurencji osiąga duże zagęszczenie pędów (do ponad 800 pędów zarodnionośnych na 1 m²), ale gdy wzrasta zwarcie runi – zanika. Jako gatunek pionierski zasiedlający nagie podłoża i ustępujący w wyniku sukcesji roślinności, wymaga oddziaływań powodujących powstawanie odpowiednich siedlisk. Jest gatunkiem tolerancyjnym w stosunku do odczynu gleby.
Widłaczek ten rośnie na otwartych i wilgotnych torfowiskach przejściowych, na kwaśnych młakach turzycowych oraz w zatorfionych obniżeniach międzywydmowych, rzadziej na obrzeżach jezior oligotroficznych, na wilgotnych wrzosowiskach i murawach bliźniczkowych oraz na torfowiskach wysokich. Bywa notowany na stanowiskach antropogenicznych, np. w dołach potorfowych, piaskowniach itp. Najwyżej odnotowane jego stanowisko w Europie znajduje się w Alpach na wysokości 1500 m n.p.m., w Ameryce Północnej rośnie do 2000 m n.p.m.
W fitosocjologii szkoły francusko-szwajcarskiej w Europie Środkowej uznawany za gatunek charakterystyczny dla związku (All.) Rhynchosporion-albae i Ass. Rhynchosporetum albae.

### Interakcje międzygatunkowe
Przedrośle w dolnej części przerasta endosymbiontami – grzybami kłębiakowymi Glomeromycota. Korzenie sporofitu tworzą mykoryzę z endofitycznymi grzybami z rzędu Endogonales (Mucoromycotina) (M-AMF – Mucoromycota arbuscular mycorrhizal fungi). Jest to wyjątkowe wśród widłaków, które tworzą mykoryzę z grzybami Glomeromycota (G-AMF). Ponieważ inne rośliny tworzą mykoryzę zarówno typu M-AMF, jak i G-AMF, widłaczek wykorzystywany jest jako gatunek modelowy do badań nad mykoryzą M-AMF.

## Systematyka, zmienność i mieszańce
Gatunek jest typowym dla rodzaju widłaczek Lycopodiella.
Gatunek o małej zmienności; część dawniej wyróżnianych form i odmian nie ma współcześnie rangi taksonomicznej i jest uznawana za synonimy Lycopodiella inundata, z kolei szereg odmian północnoamerykańskich podniesionych zostało do rangi osobnych gatunków:
- Lycopodium inundatum var. alopecuroides (L.) Tuck. = Lycopodiella alopecuroides (L.) Cranfill.
- Lycopodium inundatum var. pinnatum Chapm. = Lycopodiella prostrata (R. M. Harper) Cranfill.
- Lycopodium inundatum var. bigelowii Tuck. = Lycopodiella bigelowii (Tuck.) Holub
- Lycopodium inundatum var. adpressum Chapm. i subsp. adpressum (Chapm.) Clute = Lycopodiella appressa (Chapm.) Cranfill.

Północnoamerykańska odmiana var. robustum R.J. Eaton ma obecnie status mieszańca L. ×robusta (R. J. Eaton) A. Haines [L. alopecuroides (L.) Cranfill × L. inundata (L.) Holub]. W Ameryce Północnej zidentyfikowano też mieszańca L. ×gilmanii Haines [L. appressa Chapm.) Cranfill. × L. inundata (L.) Holub].

## Zagrożenia i ochrona
W skali globalnej widłaczek torfowy uznany został za gatunek najmniejszej troski (least concern – LC), co wynika z rozległego zasięgu i utrzymywania obfitych zasobów w jego części. Ponieważ jednak w większej części zasięgu wyraźnie ustępuje z powodu ubywania i degradacji siedlisk spodziewane jest przeniesienie go do wyższej kategorii zagrożenia.
Gatunek ma status narażonego lub zagrożonego w szeregu krajach europejskich – w Chorwacji, Wielkiej Brytanii, Estonii, Szwajcarii, a w Szwecji uznany jest za bliski zagrożenia. W Ameryce Północnej uznany jest za generalnie bezpieczny, aczkolwiek zagrożony jest wymarciem w ośmiu stanach USA i dwóch prowincjach Kanady. W Polsce umieszczony został w Czerwonej liście roślin i grzybów Polski (2006) w grupie gatunków narażonych na wyginięcie (kategoria zagrożenia V). W wydaniu z 2016 roku otrzymał kategorię EN (zagrożony).
Widłaczek objęty jest w Polsce ścisłą ochroną gatunkową od 1946 roku. Od 2014 roku ma priorytet ochrony przed zabiegami z zakresu gospodarki rolnej, leśnej i rybackiej. Siedliska, w których występuje, są chronione w systemie Natura 2000 jako 7150 – obniżenia na podłożu torfowym z roślinnością ze związku Rhynchosporion, 2190 – wilgotne zagłębienia międzywydmowe, 3130 – brzegi lub osuszane dna zbiorników wodnych ze zbiorowiskami z Cl. Litorelletea uniflorae, Cl. Isoëto-Nanojuncetea, 7110 – torfowiska wysokie z roślinnością torfotwórczą, 7120 – torfowiska wysokie zdegradowane, zdolne do regeneracji, 7140 – torfowiska przejściowe i trzęsawiska, 4010 – wilgotne wrzosowiska z wrzoścem bagiennym, 6230 – górskie i niżowe murawy bliźniczkowe.
Głównym czynnikiem zagrożenia jest zanik sprzyjających siedlisk, spowodowany ich fizycznym niszczeniem (m.in. eksploatacją torfu, odwadnianiem i zmianą sposobu użytkowania), a także obniżaniem poziomu wód (osuszanie, zmiany klimatyczne) oraz postępującą eutrofizacją, które ułatwiają sukcesję roślinności, zarówno zagęszczanie runi, jak i zarastanie stanowisk przez krzewy i drzewa. Ze względu na wysokie wymagania świetlne i wilgotnościowe, przywiązanie do siedlisk otwartych i słabą zdolność do konkurencji z innymi gatunkami roślin jest bardzo wrażliwy na zmiany siedliskowe. Bywa też zbierany dla celów leczniczych i ozdobnych.